# اچ‌ام‌اس دیسکاوری (۱۷۷۴)
اچ‌ام‌اس دیسکاوری (۱۷۷۴) (به انگلیسی: HMS Discovery (1774)) یک کشتی بود که طول آن ۹۱ فوت ۶ اینچ (۲۷٫۸۹ متر) بود. این کشتی در سال ۱۷۷۴ ساخته شد.